# Solignat
Solignat település Franciaországban, Puy-de-Dôme megyében. Lakosainak száma 520 fő (2022. január 1.). Solignat Antoingt, Bergonne, Issoire, Meilhaud, Perrier és Vodable községekkel határos.

## Népesség
A település népessége az elmúlt években az alábbi módon változott:
| Lakosok száma | 479  | 487  | 495  | 497  | 504  | 510  | 518  | 516  | 520  |
|               | 2013 | 2015 | 2016 | 2017 | 2018 | 2019 | 2020 | 2021 | 2022 |